# Eutresis imitatrix
Eutresis imitatrix är en fjärilsart som beskrevs av Otto Staudinger 1876. Eutresis imitatrix ingår i släktet Eutresis och familjen praktfjärilar. Inga underarter finns listade i Catalogue of Life.